# Violeta Bermúdez
Violeta Bermúdez Valdivia (Lima, 12 agosto 1961) è una politica e avvocata peruviana, dal 18 novembre 2020 al 28 luglio 2021 presidente del Consiglio dei ministri del Perù.

## Primi anni
Figlia di Adrián Bermúdez Morales e di Violeta Valdivia, originari di Cerro de Pasco, Violeta nacque a Lima il 12 agosto 1961. Studiò presso il Colegio Nacional de Mujeres Rosa de Santa María della città di Lima.
Studiò legge presso l'Universidad Nacional Mayor de San Marcos, da cui ne conseguì una laurea. Ricevette poi un master in diritto con menzione in diritto costituzionale presso la Pontificia Università Cattolica del Perù.

## Percorso
Dal 1985 al 1997 lavorò nel Movimento Manuela Ramos, dove diventò coordinatrice generale. Successivamente, dall'aprile del 1997 al gennaio del 2002, fu coordinatrice per i Diritti Umani dell'Agenzia degli Stati Uniti per lo Sviluppo Internazionale, presso la filiale in Perù.
Nel gennaio del 2002 fu nominata viceministra presso il Ministero della donna e della popolazione vulnerabile dal presidente Alejandro Toledo sotto la guida della ministra Cecilia Blondet. Rimase in carica fino all'agosto dello stesso anno.
Da luglio a dicembre del 2003 ricoprì la carica di capo della Presidenza del Consiglio dei ministri durante il governo di Beatriz Merino.
Nelle agenzie di Cooperazione Internazionale sottolineò la sua partecipazione al coordinamento dei progetti per i diritti umani e le istituzioni democratiche presso l'Agenzia degli Stati Uniti per lo Sviluppo Internazionale.
Sul piano accademico, è una professoressa universitaria, ed insegna presso la Pontificia Università Cattolica del Perù ed è inoltre autrice del libro "Género y poder. La igualdad política de las mujeres", in cui sviluppa i principi fondamentali dell'uguaglianza di genere e pone la parità come contenuto indesiderabile del diritto di partecipazione politica.

## Presidente del Consiglio dei ministri
Il 18 novembre del 2020 giurò come presidente del Consiglio dei ministri, nel governo di Francisco Sagasti. Sostituì Ántero Flores-Aráoz dopo le crescenti proteste nel Paese. Fu la quinta donna a ricoprire questo ruolo nella storia peruviana.
Il 3 dicembre del 2020 Violeta Bermúdez si presentò al Congresso della Repubblica per presentare la Politica generale del governo e chiedere il voto di fiducia della Rappresentanza Nazionale. Alla fine, il governo ottenne la fiducia con 111 voti favorevoli 7 contrari e 1 astensione.
Il 6 febbraio del 2021, di fronte a possibili citazioni di ministri al Congresso della Repubblica del Perù per la strategia contro la pandemia di COVID-19, Violeta affermò che i congressisti diedero loro il voto di fiducia e non potevano reclamarli.

### "Vacunagate"
L'11 febbraio del 2021, Violeta Bermúdez fu convocata al Congresso della Repubblica per lo scandalo per la vaccinazione dell'ex presidente Martín Vizcarra, che avrebbe fatto parte del "Vacunagate" (scandalo politico peruviano nel quale si disse che funzionari del Potere Esecutivo peruviano si vaccinarono ma in realtà così non fu). Per questo, partecipò al Palazzo Legislativo e affermò che "Purtroppo non ho nulla da riferire", sulla partecipazione dell'ex presidente al processo di vaccinazione.
La sera del 12 febbraio, la ministra della Salute Pilar Mazzetti si dimise. Il 14 febbraio, il quotidiano peruviano La República riferì che il Perù ricevette 2 mila dosi del vaccino sperimentale di Sinopharm, al di fuori della copertura degli studi clinici. Queste dosi furono applicate al personale medico e tecnico incaricato della sperimentazione clinica, ma anche a vari funzionari dei ministeri degli Esteri e della Sanità. La allora ministra degli Esteri, Elizabeth Astete, la quale ricevette la prima dose del vaccino di Sinopharm, diede le dimissioni dopo che la sua vaccinazione fu resa pubblica.
La ministra Bermúdez riferì il 15 febbraio, insieme al presidente Francisco Sagasti, che 487 persone furono vaccinate irregolarmente. Tuttavia, si scusò adducendo che tali lavoratori non erano stati assunti da loro e che allora non lavoravano per la presidenza del Consiglio dei ministri.
Il 22 marzo del 2021, l'ex ministra Elizabeth Astete partecipò alla sottocommissione per le accuse costituzionali del Congresso della Repubblica, nel quale ribadì di aver commentato al presidente Francisco Sagasti la sua vaccinazione e che quest'ultimo approvò la procedura; inoltre, la diplomatica commentò che il presidente Sagasti le chiese di rimanere in carica dopo la presentazione della sua lettera di dimissioni. Elizabeth affermò che Violeta Bermúdez le chiese di non coinvolgere il presidente Sagasti. In seguito, Violeta negò quanto affermato dalla ministra Astete.

### Azioni contro la pandemia
Dopo un periodo movimentato nel Paese, a causa dell'instabilità politica e dei cambiamenti nella gestione governativa, il governo di transizione e di emergenza avviò negoziati con diversi laboratori per l'acquisto di vaccini contro la malattia COVID-19.
Durante la sua permanenza, i ministeri degli affari esteri e della sanità, sotto la guida del Presidente della Repubblica e della Presidente del Consiglio dei ministri, gestirono l'acquisizione di oltre 98 milioni di dosi fino al gennaio del 2022.

### Dimissioni
Si dimise dalla carica il 28 luglio 2021.